# Mazaleón
Mazaleón (en catalán: Massalió) es un municipio y localidad española de la provincia de Teruel, en la comunidad autónoma de Aragón. El término municipal, ubicado en la comarca de Matarraña, tiene una población de 481 habitantes (INE 2024).

## Toponimia
El término Mazaleón proviene del árabe منزل الاعين MANZIL AL-A‘AYUN, que se traduce: "venta o posada de las fuentes o manantiales"

## Geografía
Integrado en la comarca de Matarraña, se sitúa a 179 km de la capital provincial. El término municipal está atravesado por la carretera nacional N-420, entre los pK 767 y 770, además de por la carretera autonómica A-1412, que conecta con Maella, y por una carretera local que se dirige a Torre del Compte. El municipio tiene un área de 86,25 km² con una población de 582 habitantes (INE 2008) y una densidad de 6,75 hab./km².
El relieve del municipio es bastante irregular, suavizado por la presencia del río Matarraña, la Val de Alcañiz y algunos barrancos. La altitud oscila entre los 522 m al noroeste (cerro Tremps) y los 310 m a orillas del río Matarraña. El pueblo se alza a 359 m sobre el nivel del mar.
| Noroeste: Maella (Zaragoza)   | Norte: Maella (Zaragoza) | Noreste: Maella (Zaragoza) y Calaceite |
| Oeste: Alcañiz y Valdealgorfa |                          | Este: Calaceite                        |
| Suroeste: Valjunquera         | Sur: Valdeltormo         | Sureste: Cretas                        |

## Historia
Hacia mediados del siglo XIX, la villa tenía contabilizada una población de 906 habitantes. Aparece descrita en el decimoprimer volumen del Diccionario geográfico-estadístico-histórico de España y sus posesiones de Ultramar de Pascual Madoz de la siguiente manera:

MAZALEON: v. con ayunt. en la prov. de Teruel (30 horas), part. jud. de Alcañiz (4), dióc., aud. terr. de Zaragoza (24) y c. g. de Aragon: sit. en el estremo y falda de un monte en terreno peñascoso á la izq. del r. Matarraña; goza de buena ventilacion y el clima es templado y sano. Se compone de 220 casas entre ellas la del ayunt. que es de piedra sillería y bonita construccion, formando todas cuerpo de pobl.; hay una escuela de niños dotada con 2,600 rs. y concurrida por 50 y otra de niñas pensionada con 640; igl. parr. de cuarto ascenso, con la advocacion de Sta. Maria, servida por el párroco y 5 beneficiados: el templo es de orden dórico de bastante solidez y capacidad edificado sobre una peña; la torre tiene un reloj con 2 campanas muy regulares; por último, hay un cementerio que en nada perjudica á la salud pública. Confina el term. al N. con el de Maella; E. el anterior y Calaceite; S. Valdeltormo, Valjunquera y Alcañiz, y O. el precitado Maella; pasa por él en direccion de S. á O. el r. Matarraña, que en tiempo de aluviones causa grandes daños en las huertas sit. en ambas márg. El terreno en lo general es bastante quebrado de calidad arenisca y arcillosa; tiene una hermosa vega, algunos valles muy buenos para sementeras y hondonadas á propósito para el plantío de olivos y viñas. Los caminos en general son de herradura y á beneficio de los reparos que en ellos se han hecho, pueden por algunos ir carros. El correo se recibe de la cab. del part. 2 veces en la semana. prod.: trigo, cebada, avena, aceite, cáñamo, vino, algunas frutas, legumbres y semillas; hay ganado de todas clases aunque en corta cantidad y caza de conejos y perdices. ind.: la agrícola, 4 telares de lienzos y un molino de aceite. pobl.: 253 vec., 906 alm. riqueza imp.: 912,547 rs. El presupuesto municipal asciende á 21,696 rs. que se cubren con el prod. de algunos arbitrios y el déficit por reparto vecinal.
(Madoz, 1848, p. 318)

## Demografía
Mazaleón cuenta con una población de 481 habitantes (INE 2024).
| Gráfica de evolución demográfica de Mazaleón entre 1842 y 2021                                                      |
| |
| Población de derecho según los censos de población del INE Población de hecho según los censos de población del INE |

## Administración y política

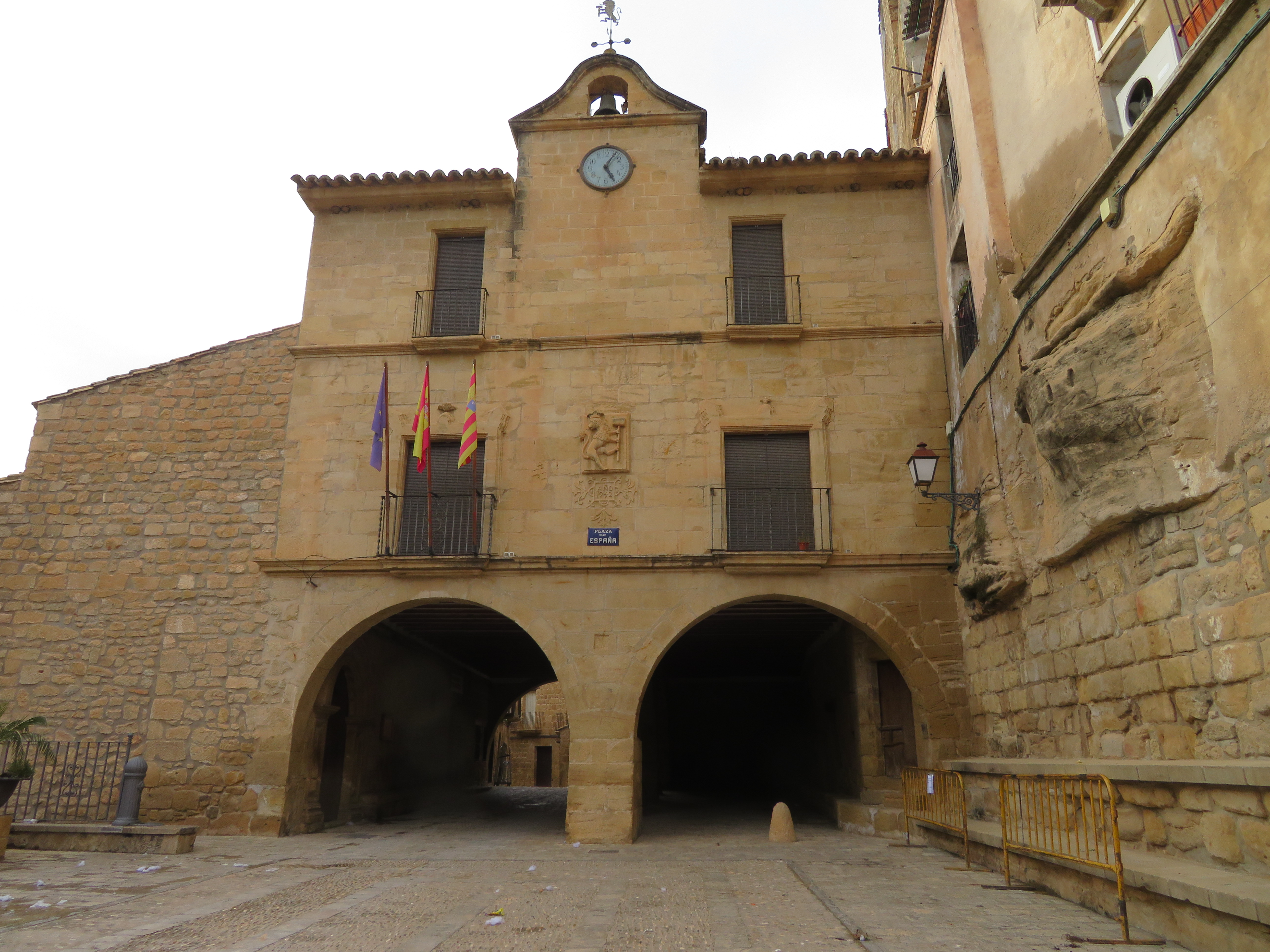
Ayuntamiento de Mazaleón

| Período   | Alcalde                           | Partido      |  |
| --------- | --------------------------------- | ------------ |  |
| 1979-1983 | José Monclús Angosto              | UCD          |  |
| 1983-1987 |                                   |              |  |
| 1987-1991 |                                   |              |  |
| 1991-1995 |                                   |              |  |
| 1995-1999 |                                   |              |  |
| 1999-2003 | Ángel Meseguer Marín              | PP de Aragón |  |
| 2003-2007 | Rafael Marti Casals               | PSOE-Aragón  |  |
| 2007-2011 | Rafael Marti Casals               | PSOE-Aragón  |  |
| 2011-2015 | Mariano Antonio San Nicolás Viver | PP de Aragón |  |
| 2015-     | Exaltación Sorolla Andreu         | PP de Aragón |  |

| Partido político    | Partido político                                   | 2003   | 2007   | 2011   | 2015   |
| Partido político    | Partido político                                   | Ediles | Ediles | Ediles | Ediles |
|                     | Partido de los Socialistas de Aragón (PSOE-Aragón) | 3      | 4      | 3      | 3      |
|                     | Partido Popular de Aragón (PP)                     | 3      | 2      | 3      | 3      |
|                     | Partido Aragonés (PAR)                             | 1      | 1      | 1      | 1      |
| Total de concejales | Total de concejales                                | 7      | 7      | 7      | 7      |

## Patrimonio arquitectónico y cultural

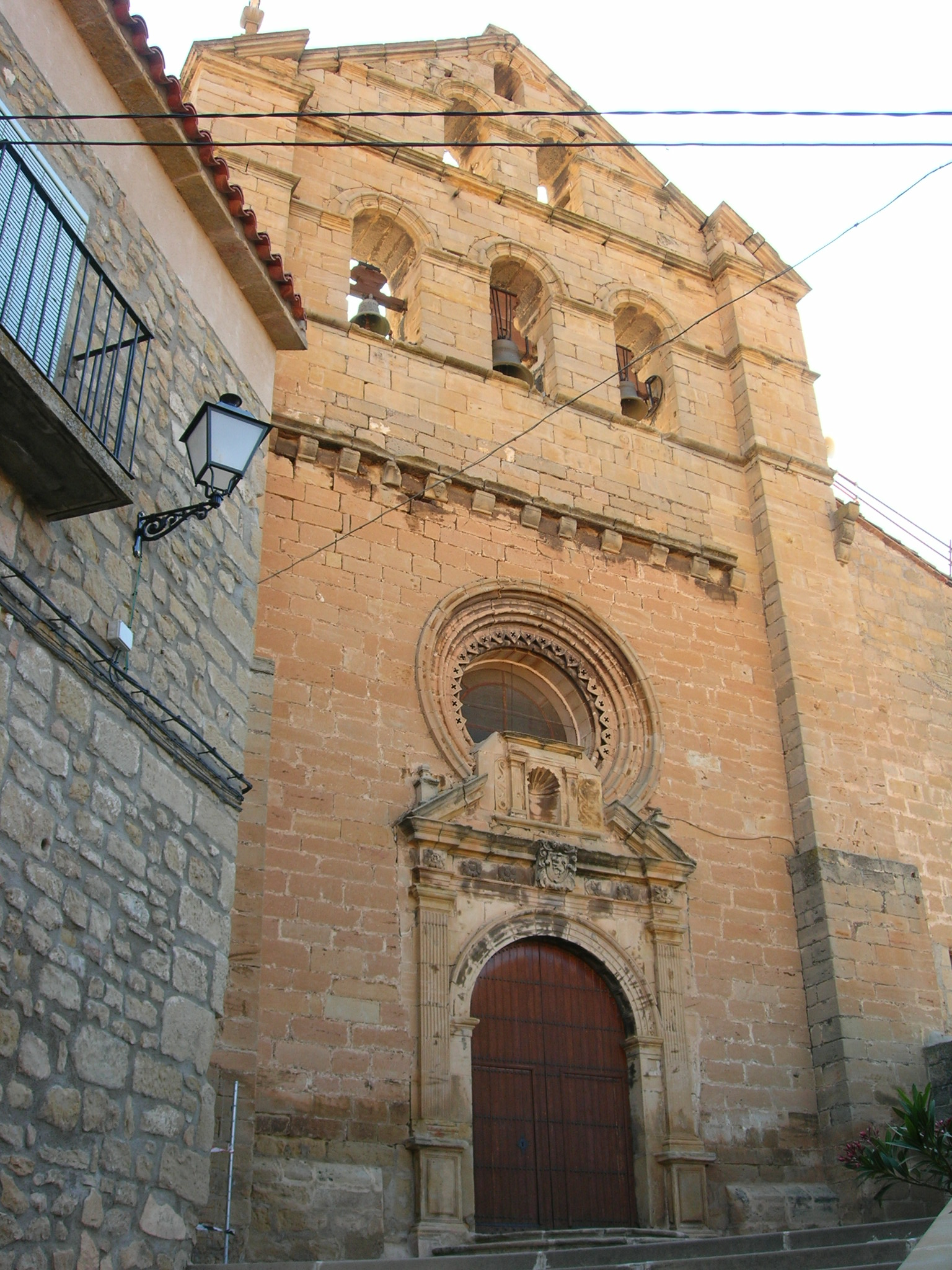
Fachada principal de la iglesia de Santa María la Mayor

- Ermita de San CristóbalCasa consistorial
- Iglesia de Santa María la Mayor

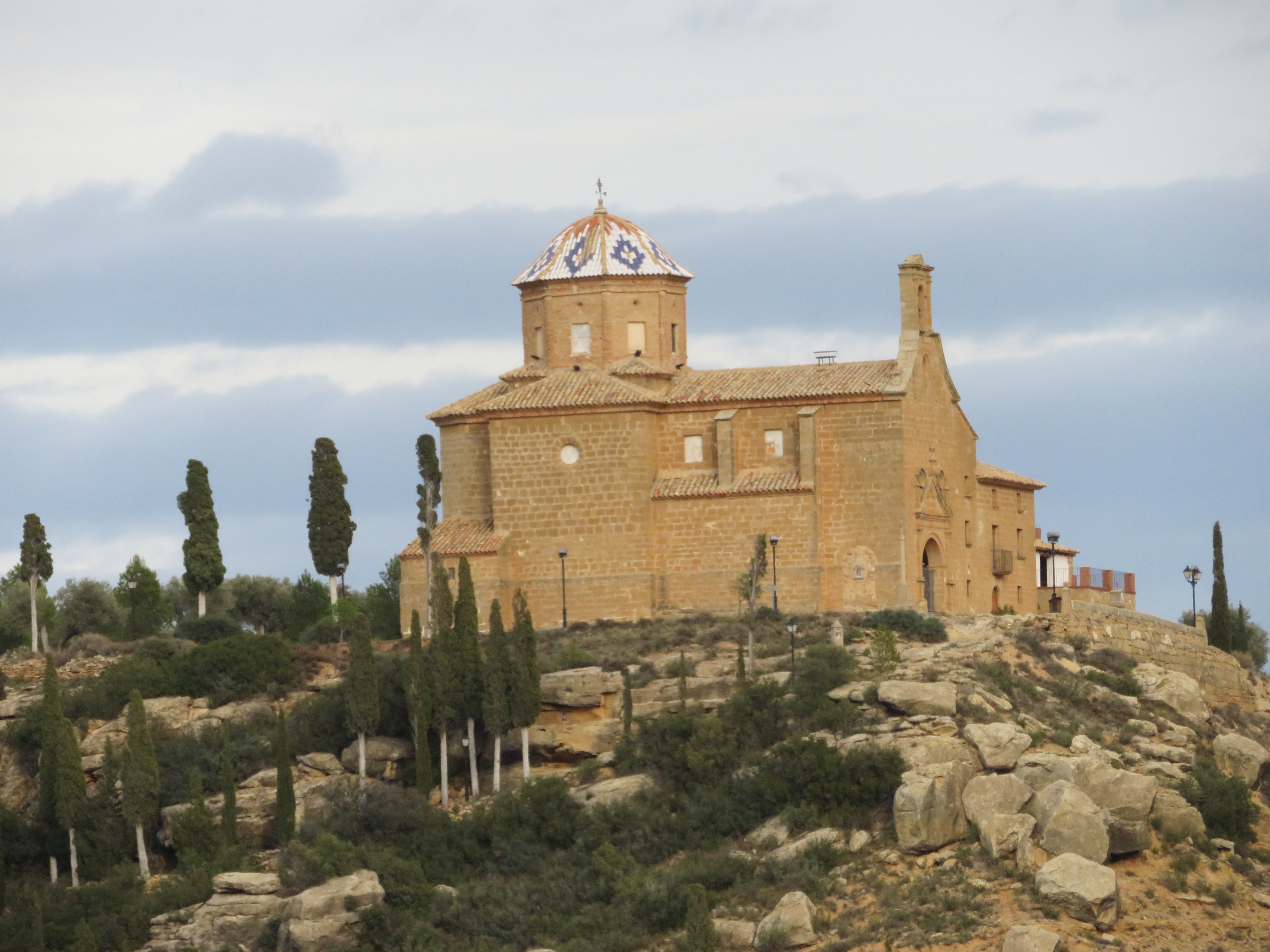
Ermita de San Cristóbal

- Ermita de San Cristóbal ()

### Sitios arqueológicos

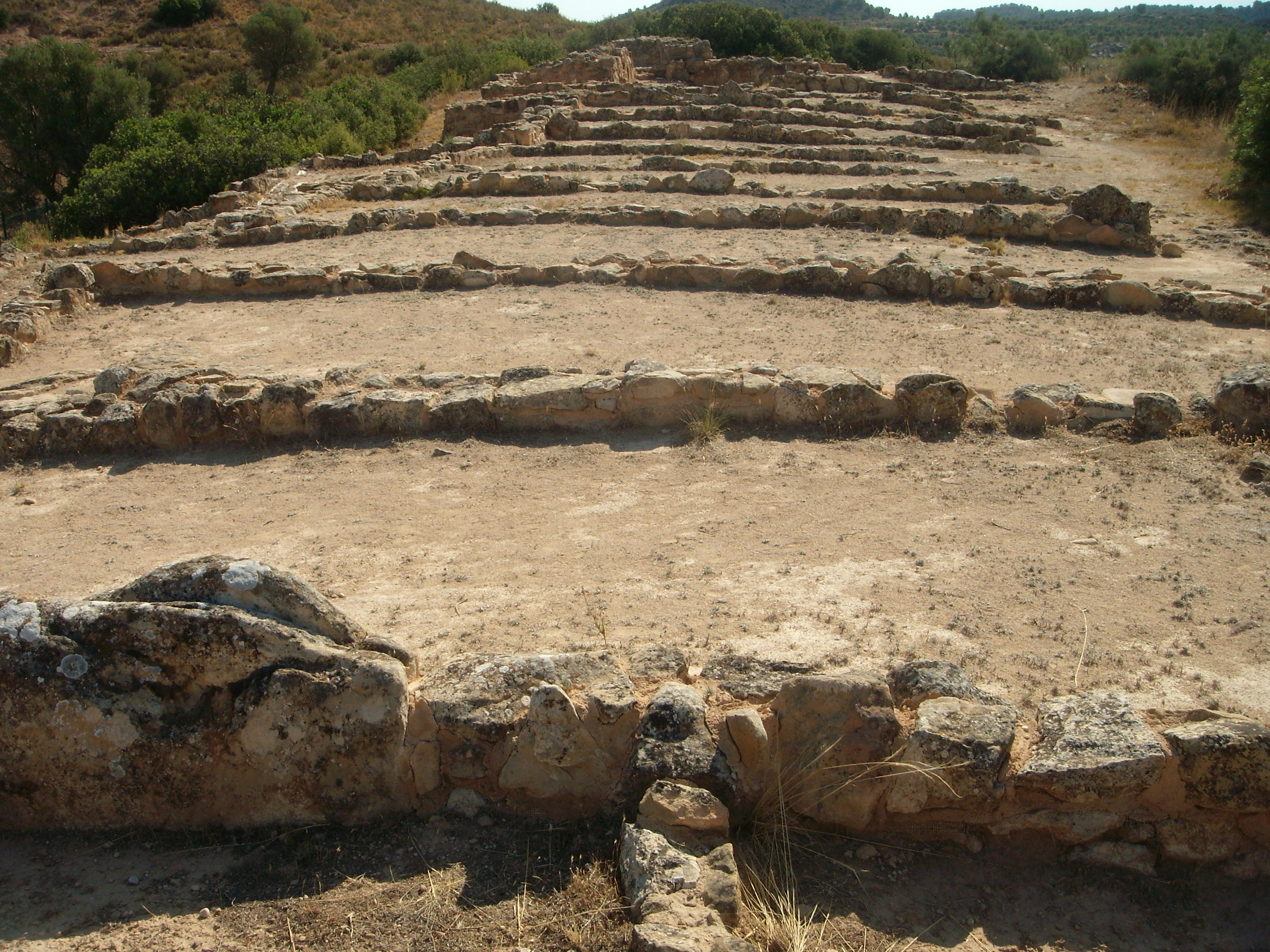
Vista del despoblado preibérico de San Cristóbal

Es destacable el poblado preibérico de San Cristóbal, situado en lo alto de un cerro en la margen derecha del río Matarraña. Fue ocupado en el siglo VII a. C. Próximo al yacimiento existió una necrópolis.

## Personas notables
- Pío Cañizar, (1748-1808) historiador y cronista de Zaragoza.